# Hermann Warm
Hermann Warm, né le 5 mai 1889 à Berlin, en Allemagne, et mort le 17 mai 1976, est un directeur artistique et chef décorateur au cinéma. Il a été une figure importante du mouvement expressionniste des années 1920.

## Biographie
Hermann Warm a reçu une formation de décorateur de théâtre. Après avoir travaillé sur scène pendant un certain temps, il est entré dans l'industrie cinématographique allemande en 1912, engagé par la Vitascope GmbH.
Après avoir conçu des décors pour l'armée allemande à Vilnius, il rencontre Robert Herlth et Walter Reimann, avec qui il va travailler jusqu'en 1918.
À la fin de la Première Guerre mondiale il est engagé par la Decla et travaille sur plusieurs superproductions comme La Peste à Florence, ou encore Les Araignées. Plus tard, il réalise les décors du film Le Cabinet du docteur Caligari, en collaboration avec Walter Reimann et Walter Röhrig, ce qui le rendit mondialement célèbre.
Hermann Warm travaille par la suite avec le réalisateur danois Carl Theodor Dreyer sur plusieurs films, dont La Passion de Jeanne d'Arc et Vampyr.
Sous le Troisième Reich, il poursuit son travail de chef décorateur en collaborant notamment avec des cinéastes importants de la période comme Veit Harlan et Hans Steinhoff.
En 1941, au cours de la Seconde Guerre mondiale, il émigre et vit en Suisse jusqu'en 1947, où il retourne en Allemagne. Il poursuit alors sa carrière jusqu'en 1960 dans le cinéma de la RFA.
Il a écrit des essais décrivant son travail pour des réalisateurs célèbres comme Fritz Lang, Friedrich Wilhelm Murnau ou encore Carl Theodor Dreyer.

## Filmographie
- 1919 : La Peste à Florence d'Otto Rippert
- 1919 : Les Araignées - Le lac d'or, de Fritz Lang
- 1920 : Le Cabinet du docteur Caligari, de Robert Wiene
- 1920 : Les Araignées - Le cargo de diamants, de Fritz Lang
- 1921 : La Découverte d'un secret de Friedrich Wilhelm Murnau
- 1921 : Les Trois Lumières de Fritz Lang
- 1922 : Le Fantôme de Friedrich Wilhelm Murnau
- 1926Le Fauteuil 47 de Gaston Ravel
- 1928La Passion de Jeanne d'Arc de Carl Theodor Dreyer
- 1932Vampyr de Carl Theodor Dreyer
- 1947 : Wozzeck de Georg C. Klaren